# Милан Живадиновић
Милан Живадиновић (Београд, 15. децембар 1944 — Београд, 17. јул 2021) био је српски фудбалски тренер и југословенски фудбалер.

## Каријера

### Играчка
Прошао је омладинску школу Црвене звезде, а шансу у првом тиму је добио 1963. године, као веома млад фудбалер. Пружио је запажене партије у Рапан купу исте године, када је одиграо пет утакмица и постигао гол против Полоније из Битома у победи од 4:3. Одиграо је и два меча у шампионату, али је повреда зауставила даљи напредак његове каријере. Играо је још за Челик из Зенице, Вардар, Слободу из Ужица, Ријеку, Црвенку и немачки Судвест Лудвигсхафен, где је завршио каријеру 1974. године. Најбоље партије имао је у дресу Ријеке, где је у сезони 1969/70 постигао осам голова у Другој лиги.

### Тренерска
У изузетно богатој тренерској каријери водио је велики број клубова и репрезентација. Био је тренер у јуниорима Црвене звезде од 1977. до 1979. године. Први тим црвено-белих водио је од 1992. до 1994. године и освојио један национални куп 1993. године, када је Звезда против Партизана у другој утакмици финала стигла до трофеја бољим извођењем пенала. Популарни Жива је тада у финишу меча на терен послао резервног голмана Милана Симеуновића, који је постао јунак утакмице, када је одбранио ударац Мијатовића, а затим реализовао последњи шут за освајање трофеја. Био је тренер Звезде у тешком времену за државу, када је свим клубовима било забрањено учешће у Европи због санкција. Жива је био један од заслужних за долазак Дејана Савићевића у клуб, а забележио је и највећи број вечитих дербија као тренер Црвене звезде у последње две и по деценије, рачунајући и ревијалне мечеве, који су играни у то време.
Поред Звезде, у тренерској каријери водио је још Нови Сад, суботички Спартак, Рад, Сутјеску, Сакаријаспор из Турске, Будућност, Приштину, нишки Раднички, Ал Шахаб, ОФК Београд, Аполон са Кипра, Ал Наср, Обилић, Саба Батери, са којим има освојен Куп Ирана 2005. године и Чангша Ђинде из Кине. Био је селектор младе репрезентације Југославије. У периоду од 1998. до 1999. водио је национални тим као селектор на шест утакмица у време када је репрезентација била шеста на ФИФА ранг листи. Остварио је учинак од три победе, два ремија и једног пораза, а остаје забележено да није изгубио утакмицу у квалификацијама за Европско првенство (све три победе), и то у време када је репрезентација због политичке ситуације играла мечеве ван Србије и Црне Горе. Водио је још и националне селекције Ирака, Јемена, Гане и Мјанмара.

### Остало
Познат је и по гостовањима у емисији КЦН Спорт Дејана Анђуса, где је био стални стручни сарадник.

## Смрт
Преминуо је у Београду 17. јула 2021. године од последица можданог удара.